# بزرگراه ام۳۴ (تاجیکستان)
بزرگراه M34 یک بزرگراه اصلی است که از کشورهای ازبکستان و تاجیکستان عبور می کند. این بزرگراه شهر دوشنبه، پایتخت تاجیکستان را به شهر تاشکند، پایتخت ازبکستان متصل می کند.

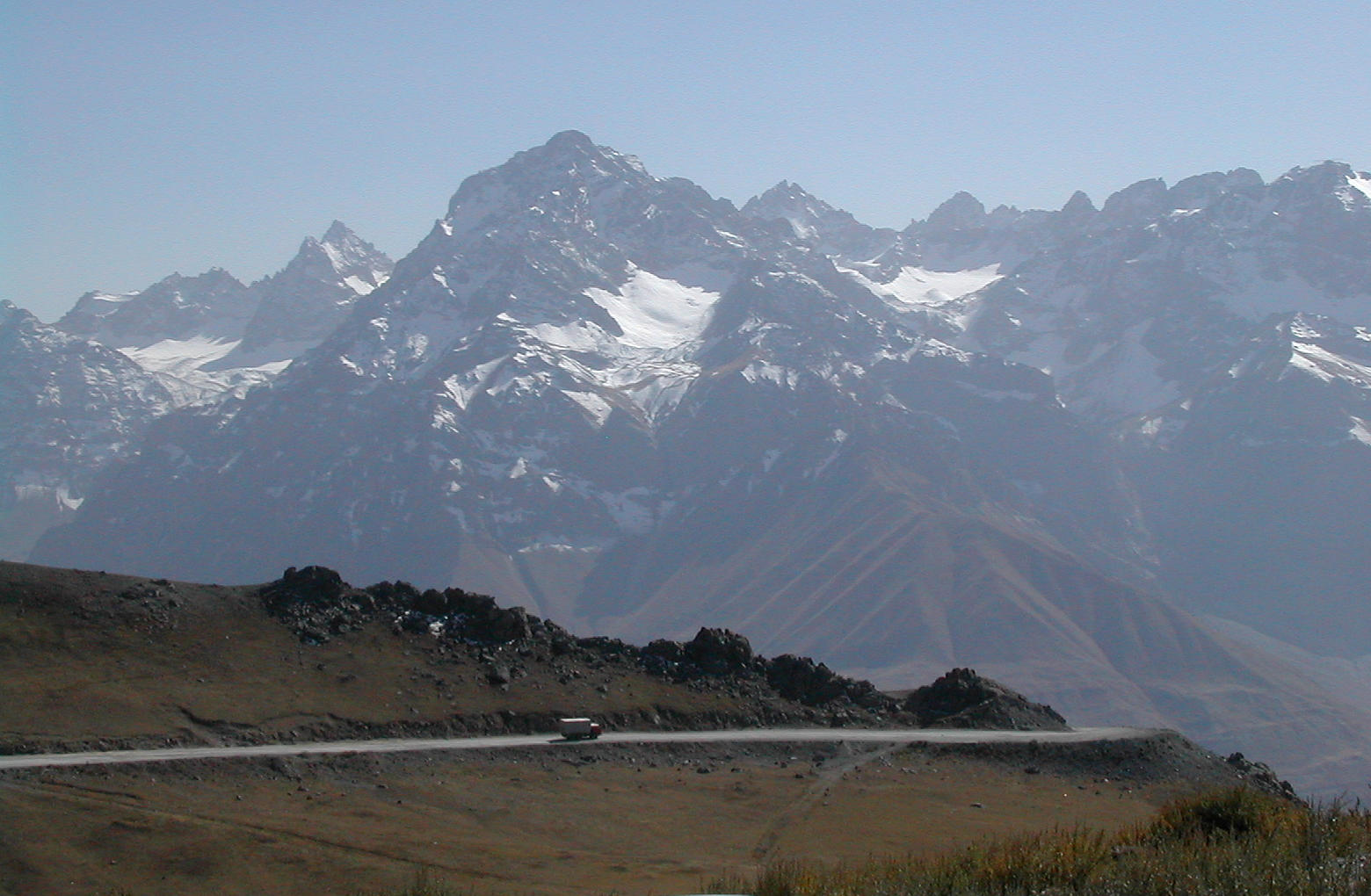
بزرگراه انزاب در نزدیکی تونل انزاب
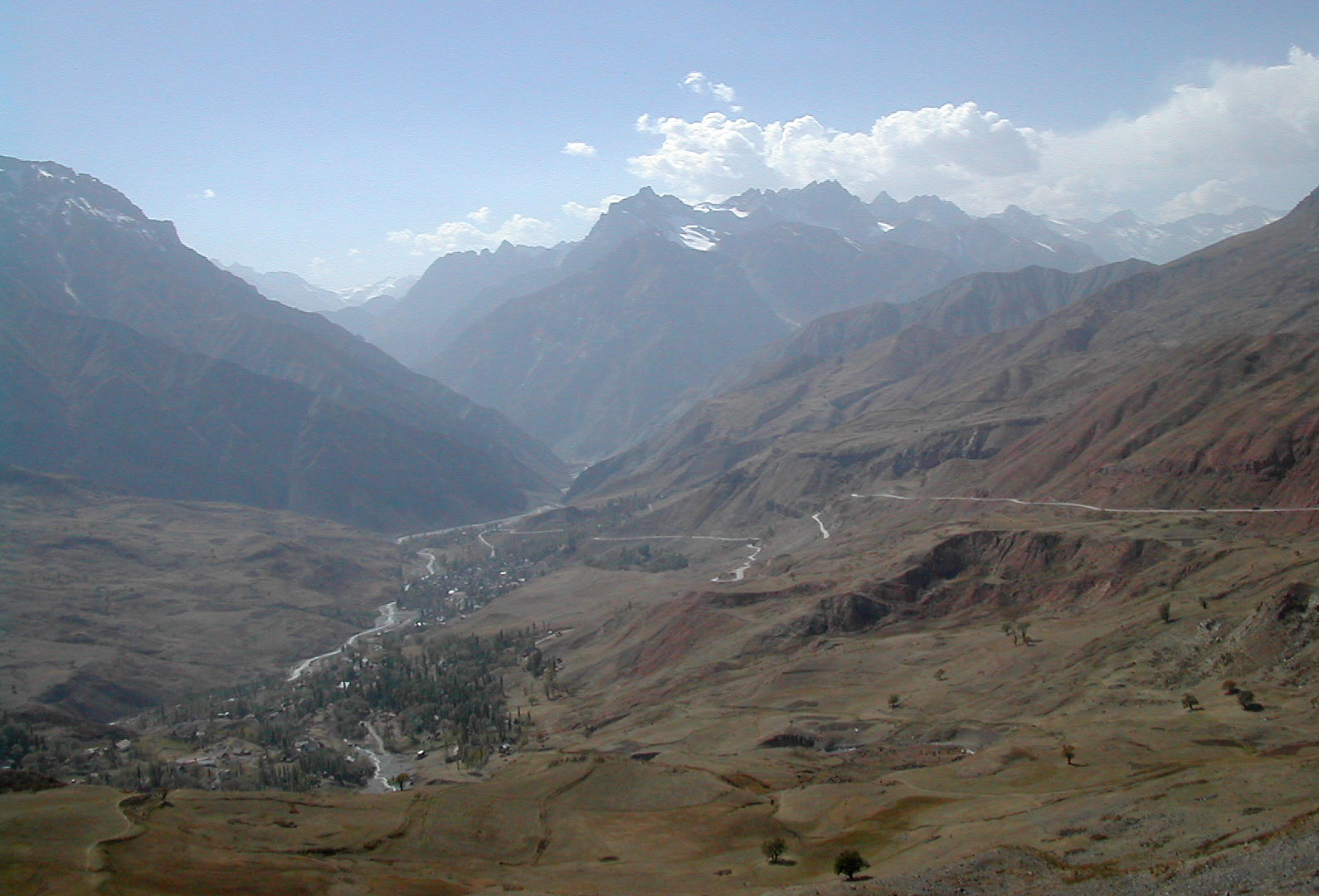
بزرگراه انزاب در جنوب انزاب
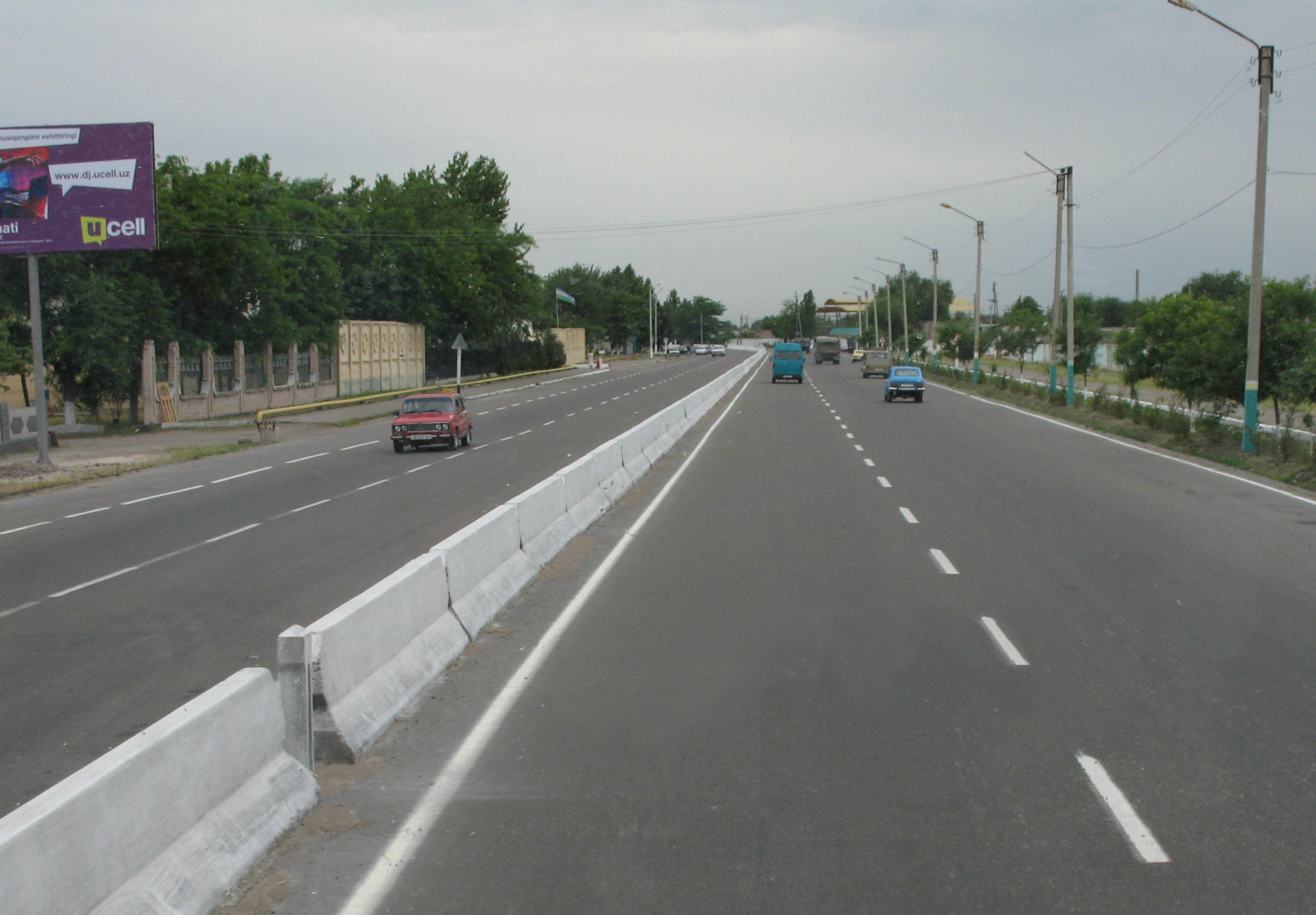
بزرگراه انزاب در سیردریا
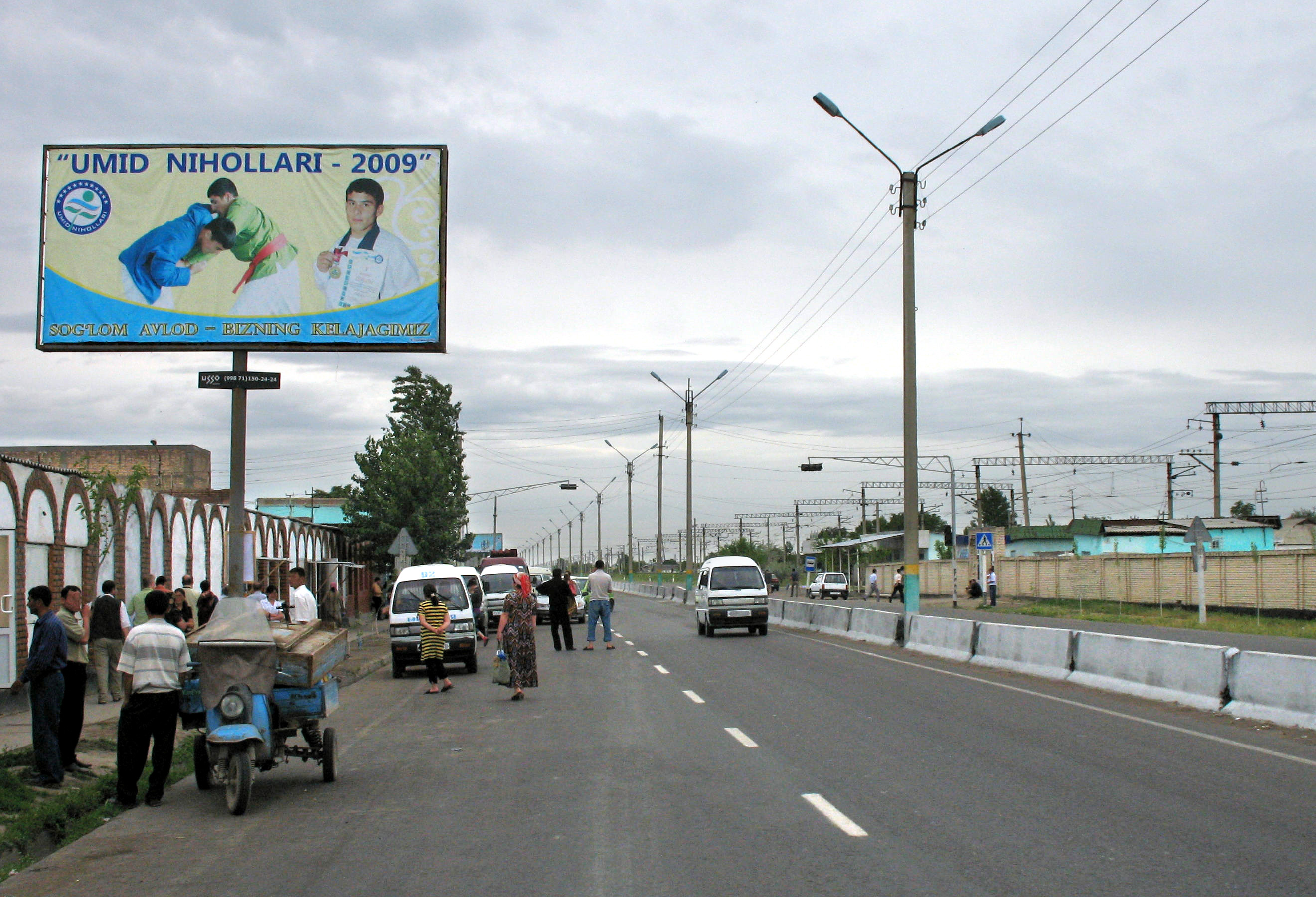
بزرگراه انزاب در شهر بخت